# 長山列島

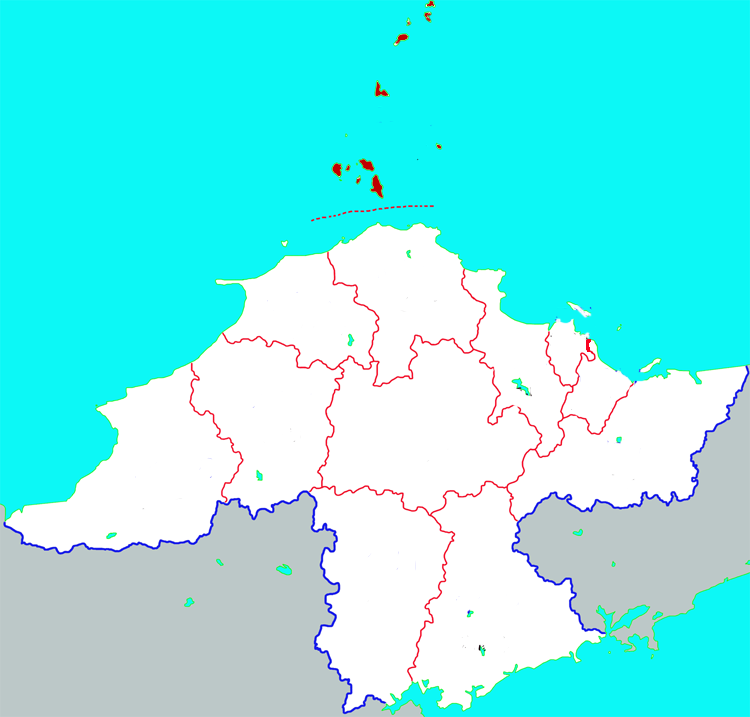
煙台市での位置

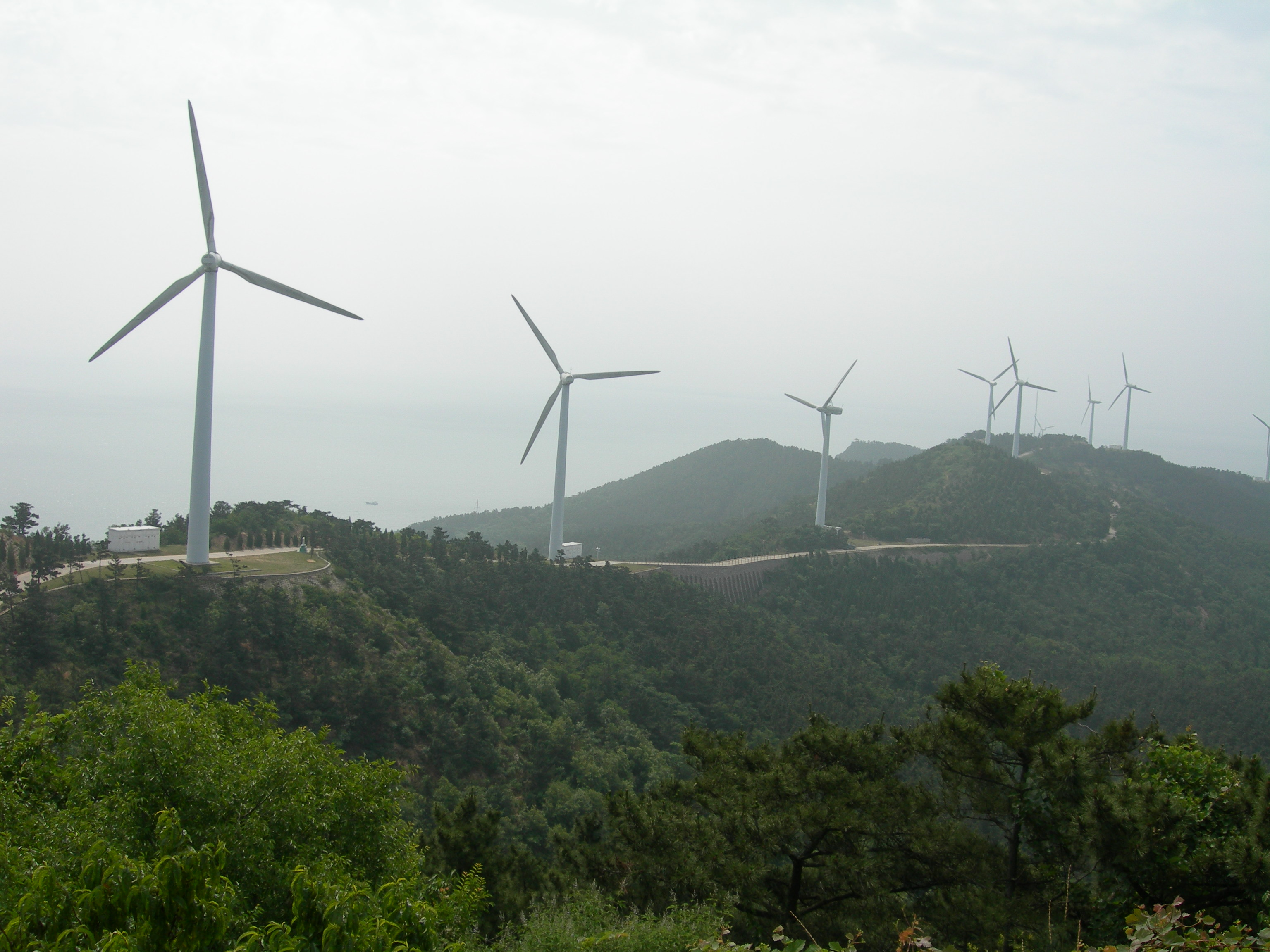
長山列島にある風力発電

長山列島の漁村

長山列島の日の出

長山列島（ちょうざんれっとう、中国語: 长山列岛）は、中国の渤海海峡にある島々で、山東省煙台市に属し、全島で長島県をなしたが、2020年から蓬萊区の一部となった。略称は長島（ちょうとう）で、廟島群島（びょうとうぐんとう）とも呼ばれ、古くは沙門島ともいった。
長山列島は32の島からなり、全陸地面積は約56平方キロメートル、海域は8,700平方キロメートル、海岸線の長さは146キロメートルである。国民党が台湾へ撤退する前に、東萊設治局がここに小さな海軍基地を設立したことがある。
長山列島の島々は古代の山々の崩落によって形成された。主な島は南島と北島で、月牙湾や九丈崖などの観光名所があり、美しい景色が楽しめる。仙境源風景区は、中国の観光地等級AAの景勝地である。また長島国家レベル鳥類自然保護区，廟島群島省級海洋自然保護区、廟島群島省級ゴマフアザラシ自然保護区がある
長山列島にある顕応宮は、中国北部で最大の媽祖廟である。